# Mielenhausen
Mielenhausen ist ein Ortsteil der Stadt Hann. Münden im Landkreis Göttingen im südlichen Niedersachsen. Das Dorf mit knapp 400 Einwohnern liegt am Rande des Bramwaldes nördlich der Kernstadt Hann. Münden an der Bundesstraße 3.

## Geschichte
Bereits vor der ersten urkundlichen Nennung war der Bereich um Mielenhausen besiedelt. So wurde 1909 von einem Waldarbeiter westlich des Ortes, bei Schorfhagen am Bramwald, ein Steinbeil gefunden, welches sich auf die Zeit um 2500 v. Chr. datieren lässt. 1961 wurde von einem Einwohner auf seinem Grundstück ein Bronzedolch aus der Mittelbronzezeit gefunden. 1160 wird im Catalogus donatorium Corbeiensium verzeichnet, dass ein Heremannus den Ort Mylenhausen verschenkt hat. Ebenso wird die Existenz des Dorfes durch den Zeugen Johannes de Mielenhusen in den Jahren 1260 und 1263 bestätigt. Eng verknüpft ist die Geschichte Mielenhausens, zumindest ab der Mitte des 15. Jahrhunderts, mit dem adligen Geschlecht derer von Mengershausen. Sie spielten eine Rolle bei der Eroberung Hann. Mündens während des Dreißigjährigen Kriegs und tauchen vermehrt in den Urkunden der Braunschweiger Herzöge auf. Auf jenes Geschlecht geht die Gründung von Glashütte zurück; in Mielenhausen und Umgebung besaßen sie über 400 Jahre lang bedeutenden Grundbesitz sowie zeitweise die Gerichtsbarkeit. Die Hörigkeit unter einem Kloster oder einem Landadel endete für Mielenhausen am 18. September 1844, jedoch sind Spuren der einstmaligen Abhängigkeit, beispielsweise von den von Mengershausen, bis heute erhalten. So bildete deren Wappen den Ausgangspunkt für die Begründung des Ortswappens von Mielenhausen.
Bis zur Gebietsreform in Niedersachsen bildete das Dorf Mielenhausen eine selbstständige Gemeinde. Am 1. Januar 1973 wurde diese in die Stadt Münden eingegliedert.
Beim Wettbewerb Unser Dorf soll schöner werden, dem Vorläuferwettbewerb von Unser Dorf hat Zukunft, errang Mielenhausen in den Jahren 1971, 1975 und 1979 jeweils die Silbermedaille.
Im Rahmen einer regen Vereinskultur entwickelte sich in der Nachkriegszeit das sogenannte Grenzbierfest, bei dem alle zehn Jahre die durch Grenzsteine markierten Grenzen der Gemeinde von interessierten Bürgern abgeschritten werden und die Richtigkeit der Gemeindegrenze zu benachbarten Gemeinden festgestellt wird. Dabei werden die einzelnen Grenzsteine ersteigert, deren Erwerber für zehn Jahre die Patenschaft für den jeweiligen Stein übernehmen und damit für den Bestand der Grenze sorgen sollen. Das symbolische Ziel dieser Aktion soll ein befriedetes und friedliches Zusammenleben mit den Nachbargemeinden sein. Im September 2015 nahm an dieser Grenzbegehung unter anderem die Schriftstellerin Meike Winnemuth teil, die Mielenhausen als das Heimatdorf ihres Vaters nach langer Zeit wieder besucht hatte, und es als „klug“ empfindet, alle zehn Jahre sowohl „die innere als auch äußere Heimat zu umrunden.“

## Politik

### Ortsrat
Mielenhausen wird auf kommunaler Ebene von einem Ortsrat mit sieben Mitgliedern vertreten.
Seit der Kommunalwahl 2021 setzt sich der Ortsrat wie folgt zusammen:
| Sitzverteilung im Ortsrat 2021Insgesamt 7 Sitze - SPD: 1 - FWGM: 6 | Ortsratswahl 2021Wahlbeteiligung: 68,52 % 9080706050403020100 18,77 %81,23 % SPDFWGMbAnmerkungen:b Freie Wählergemeinschaft Mielenhausen |

### Ortsbürgermeister
Ehrenamtlicher Ortsbürgermeister von Mielenhausen ist Stefan Prause (FWGM). Sein Stellvertreter ist Sven Krüger (FWGM).